# Hluboká nad Vltavou
Hluboká nad Vltavou este un oraș în regiunea Boemia de Sud, Cehia, pe malul râului Vltava. Se află lângă Luční potok[*], la o altitudine de 394 m deasupra nivelului mării. Are o suprafață de 91,106367 km². Populația este de 5.597 locuitori, determinată în 1 ianuarie 2024, pe criteriul de domiciliu.